# Захват Каллиполя (1354)
Захват Каллиполя османо-турецкими войсками произошёл в марте 1354 года, ознаменовав собой начало крупномасштабной турецкой экспансии на Европейский континент: Каллиполь стал первым европейским городом, которым овладели турки-османы.

## Ход событий
Устоявшийся в историографии термин «падение Галлиполи» не соответствует исторической действительности, так как никакой осады города или сражений за него не было.  
2 марта 1354 года окрестности Мраморного моря сотрясло мощное землетрясение. Город лежал в руинах, греческий военный гарнизон разбежался. Узнав о произошедшем, Сулейман-паша (сын Орхана I) решил воспользоваться открывшейся возможностью и незамедлительно начал действовать. Он и 3000 турок, которые ещё в 1352 году заняли небольшую крепость Цимпа в 1,5 км от современной деревни Болайыр, двинулись на юг. В разрушенных землетрясением крепостных стенах Галлиполи зияли огромные дыры, через которые в город без труда проникли турки. В захваченный Галлиполи немедленно начали прибывать турецкие поселенцы из Малой Азии (кочевники, дервиши, гази и прочие). Обеспечив надёжный плацдарм, а также взяв под свой контроль Дарданеллы и Геллеспонт, турки развернулись и вновь двинулись на север — вглубь византийской Фракии.

## Резонанс
Первые несколько месяцев после захвата власти в городе Сулейман занимался его укреплением. Он тут же отремонтировал стены, воздвиг укрепления и обновил арсенал, разместив здесь большой гарнизон, который теперь угрожал всему Балканскому полуострову. Устные протесты императора Кантакузина были проигнорированы. Орхан I ясно дал понять, что его сын не может отдать то, что было подарено ему Аллахом.
В самом Константинополе началась паника. Писатель Димитрий Кидонис описывает крики отчаяния и плач, которые раздавались по всему городу:
Какие речи преобладали тогда в городе? Не погибли ли мы? Не находимся ли мы все в стенах (города) как бы в сети варваров? Не казался ли счастливцем тот, кто перед опасностями тогда покинул город? Чтобы избегнуть рабства, многие спешили уезжать в Италию, в Испанию, и к морю за Столпами.
.
Захват Галлиполи нашёл отражение и в русских летописях:
Въ лъто 6854 (1346 г.) перевезлися Измаилятяне на сю сторону в Греческую землю. Въ лъто 6865 (1357 г.) взяли у Греков Калиполь.” (даты указаны с опозданием)
.

## Последствия
Византийский император Иоанн VI Кантакузин быстро потерял популярность в столице и в конце 1354 года был вынужден отречься от власти, постригшись в монахи под именем Иоасаф Христодул и переехав в Мистру (Морейский деспотат). Но приход к власти Иоанна V Палеолога уже не мог изменить для греков ситуацию к лучшему. Турки начали активную экспансию во Фракии, неудержимо захватывая одну за другой полуразрушенные фракийские крепости. К концу 1357 года северная граница османских владений проходила по линии Ипсала-Кешан-Малкара-Хайраболу-Чорлу-Текирдаг  . В 1359 турки захватили Димотику, в 1365 году сдался Адрианополь. Всего через 10 лет после захвата Галлиполи вся Византийская Фракия, последняя сколько-нибудь значительная территория угасающей империи была окончательно потеряна для греков.
В 1366 году Каллиполь временно захватил Амадей VII (граф Савойский). Но было уже поздно: к тому времени турки-османы уже прочно обосновались во Фракии, где они опирались на поддержку местного тюркоязычного населения, которое, по сведениям некоторых источников, существовало здесь ещё с конца XI века и значительно возросло в первой половине XIV века. 
В 1377 года турки снова захватывают Каллиполь у латинян и возобновляют переправу мусульманских переселенцев в Европу.